# جوزف وارن
جوزف وارن (انگلیسی: Joseph Warren؛ ۱۱ ژوئن ۱۷۴۱ – ۱۷ ژوئن ۱۷۷۵) یک فرد نظامی اهل ایالات متحده آمریکا بود.